# Slobodan Mihajlovic
Slobodan Mihajlovic (* 15. März 1997 in Bregenz) ist ein österreichischer Fußballspieler.

## Karriere
Mihajlovic begann seine Karriere beim FC Wolfurt. Ab der Saison 2011/12 spielte er in der AKA Vorarlberg. In der Winterpause der Saison 2014/15 wechselte er zum Zweitligisten SV Horn. Für Horn absolvierte er jedoch kein Zweitligaspiel und zudem stieg er mit dem Verein zu Saisonende in die Regionalliga ab. Auch in dieser kam er zu keinem Einsatz.
Daraufhin wurde er in der Winterpause der Saison 2015/16 an den FC Hard verliehen. Im März 2016 debütierte er in der Regionalliga West, als er am 17. Spieltag jener Saison gegen den USK Anif in der Startelf stand und in der Halbzeitpause durch Michael Vonbrül ersetzt wurde. Nach dem Ende der Leihe im Sommer 2016 kehrte er jedoch nicht zum inzwischen wieder zweitklassigen SV Horn zurück, sondern wechselte zum Regionalligisten FC Dornbirn 1913. Sein erstes Tor für Dornbirn in der Regionalliga erzielte er im November 2016 bei einem 3:0-Sieg gegen den Salzburger AK 1914.
Nach zwei Jahren und 54 Regionalligaeinsätzen verließ Mihajlovic Dornbirn nach der Saison 2017/18. Nach einem halben Jahr ohne Verein wechselte er im Jänner 2019 nach Ungarn zum Erstligisten MTK Budapest FC. Im März 2019 debütierte er in der Nemzeti Bajnokság, als er am 23. Spieltag der Saison 2018/19 gegen Újpest Budapest in der 88. Minute für Patrik Vass eingewechselt wurde. Mit MTK stieg er zu Saisonende aus der Nemzeti Bajnokság ab, woraufhin er den Verein verließ.
Nach einem halben Jahr ohne Verein kehrte er im Jänner 2020 nach Österreich zurück und wechselte zum Zweitligisten Grazer AK, bei dem er einen bis Juni 2021 laufenden Vertrag erhielt. In eineinhalb Jahren beim GAK kam er zu 30 Einsätzen in der 2. Liga, in denen er fünf Tore erzielte. Nach der Saison 2020/21 verließ er die Grazer und wechselte zum Ligakonkurrenten Floridsdorfer AC. Für den FAC absolvierte er 16 Zweitligapartien. Nach der Saison 2021/22 verließ er die Wiener wieder.
Im Juli 2022 wechselte Mihajlovic in die Schweiz zum Drittligisten SC Brühl St. Gallen. Für Brühl absolvierte er 30 Partien in der Promotion League. Zur Saison 2023/24 kehrte er wieder nach Österreich zurück und wechselte zum Zweitligisten Schwarz-Weiß Bregenz. Für Bregenz machte er 21 Zweitligaspiele. Nach der Saison 2023/24 verließ er Bregenz und wechselte zum Regionalligisten DSV Leoben. Für Leoben kam er bis zur Winterpause aber nur zweimal zum Einsatz.
Im Februar 2025 wechselte Mihajlovic anschließend nach Liechtenstein zum in der vierten Schweizer Liga spielenden USV Eschen-Mauren. Für Eschen-Mauren absolvierte er fünf Partien in der 1. Liga. Zur Saison 2025/26 wechselte er zurück nach Österreich zu Regionalligist Dornbirn.